# 列克星敦级航空母舰

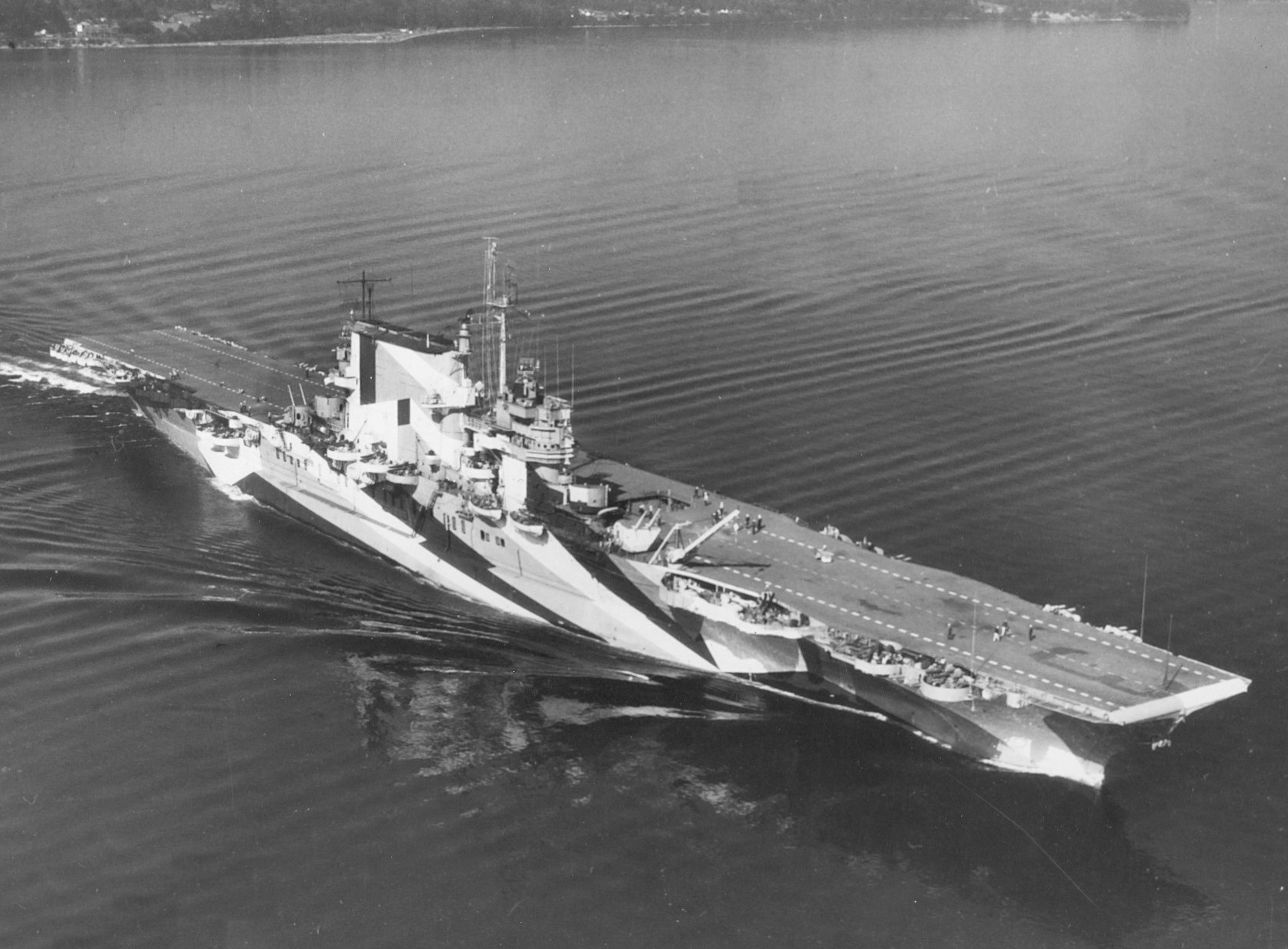
薩拉托加號（USS Saratoga CV-3）

列克星敦级航空母舰（Lexington class aircraft carrier）是美国海軍在第二次世界大戰之前建造的一型航空母舰，也是美国海军第一種大型航空母舰。

## 簡介

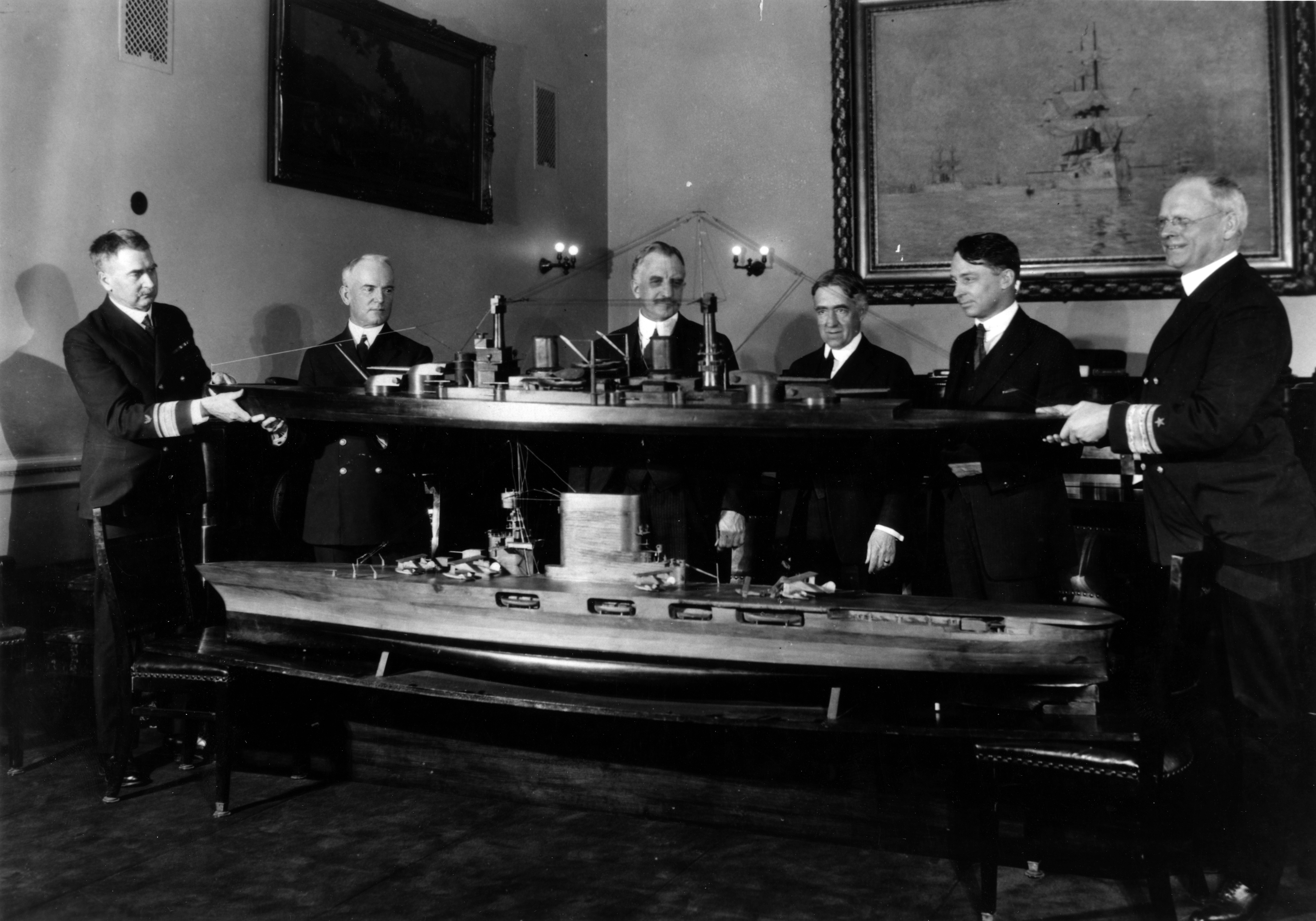
列星頓級戰鬥巡洋艦改建成航空母艦的模型

列克星敦級航空母舰共有兩艘同型舰，分別為列星頓號（USS Lexington CV-2）與萨拉托加号（USS Saratoga CV-3）。原本是1920年陆续开工的战列巡洋舰（该级战舰是美国海军首次建造战列巡洋舰。1920年经过多次修改后确定设计方案，装备4座双联装16英寸口径主炮，航速33节，设计排水量35000吨。计划建造6艘。该级舰两艘改建成航空母舰，其余同型舰停工解体。）。按照1922年签订的华盛顿海军条约规定，世界各大海軍強国都必須根據條約限制本國所擁有的戰艦數量與火砲口径，条约准许美国利用规定必须废弃的军舰船体改装两艘3万3千吨级航空母舰。美国因此将停建的列星頓级中进度最快的列星頓號和萨拉托加号改建成航空母舰。两舰皆於1927年完工，采用封闭舰首，单层机库，全通式飞行甲板长271米，岛式舰桥与巨大而扁平的烟囱设在右舷。采用电气推进动力系统。4座双联装203毫米口径火炮分别装在上层建築前后，用来打击水面目标。防护装甲与巡洋舰相当。
在兩次世界大戰間的和平时期，两舰在美国海军举行的舰队演习中，用来检验航空母舰的战术理论，提供了許多操作使用航空母舰的宝贵经验，尤其是1929年的第9號艦隊問題演習，导致了美国海军以航空母舰为舰队核心的战术出现。

## 裝甲
本級的水線裝甲帶從上到下逐漸變薄，厚度為7—5英寸（178—127 mm），頂部向外傾斜11°。這個角度增加了裝甲對水平、近距離火力方面的相對厚度，其代價是降低了其相對高度，從而增加了砲火從其上方或下方射入的機會。裝甲覆蓋了艦舯530英尺（160米）。艦艏裝甲帶的厚度也從七英寸逐漸變薄到五英寸，末端是艙壁。艦艉的裝甲帶終止於七英寸的艙壁。裝甲帶高度為9英尺4英寸（2.84米）。船舶機械和彈藥庫上方的第三層甲板採用兩層特殊處理鋼（STS）裝甲，總厚度為2英寸（51 mm）。舵機受到兩層STS的保護，平坦處總計3英寸（76 mm），斜坡處總計4.5英寸（110 mm）。
砲塔只能防禦0.75英寸（19 mm）裝甲碎片。指揮塔受到2—2.25英寸（51—57 mm）STS的保護，從指揮塔向下通到第三層甲板較低指揮位置的通訊管受到2英吋STS的保護。本級的魚雷防禦系統由三到六個中型鋼製防護艙壁組成，厚度範圍為0.375—0.75英寸（9.5—19.1 mm）。它們之間的空間可以留空或用作油箱來吸收魚雷彈頭的爆炸。

## 同級艦
| 船名       | 船隻編號 | 製造廠       | 建造時間                     | 服役時間                      | 結局                            | 獲得戰鬥之星 | 圖片 |
| ---------- | -------- | ------------ | ---------------------------- | ----------------------------- | ------------------------------- | ------------ | ---- |
| 列星頓號   | CV-2     | 霍河造船公司 | 1921年1月8日－ 1925年10月3日 | 1927年12月14日 －1942年5月8日 | 1942年5月8日于珊瑚海海战中沉沒  | 2枚          |      |
| 萨拉托加号 | CV-3     | 霍河造船公司 | 1922年7月1日－ 1925年4月7日  | 1927年11月16日－1946年7月25日 | 1946年7月25日于核武器试验中沉没 | 7枚          |      |

## 戰史

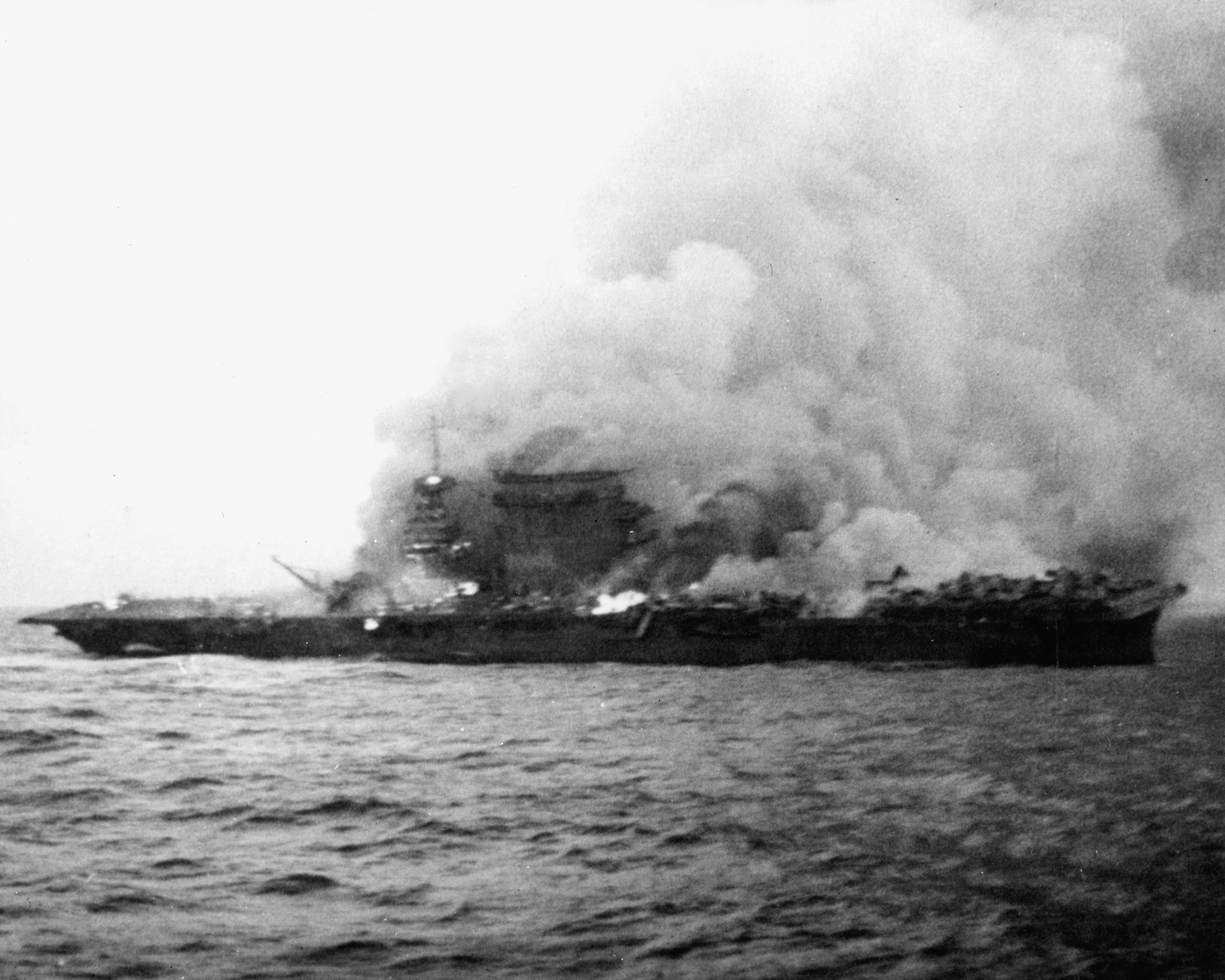
列星頓號（USS Lexington CV-2）被擊沉

1941年12月7日日本联合舰队偷袭珍珠港，列克星敦号与萨拉托加号因不在港内从而逃过一劫。
1942年5月珊瑚海海战中，由列克星敦号与约克城號航空母舰起飛的舰载机，分別击沉、击伤日本海军祥鳳號與翔鹤号兩艘航空母舰，但列克星敦号也遭到重创。尽管火势曾一度得到控制，但列克星敦号最後還是因為航空汽油渗漏汽油蒸汽逐渐蔓延引起大爆炸而被摧毁沉沒。
1942年8月萨拉托加号的舰载机在瓜岛海域击沉日本海军龙骧号轻型航空母舰。太平洋战争期间，萨拉托加号曾遭日本潜艇和神风自杀飞机攻击三次负伤，但仍安然支撐到戰爭結束。战后1946年時，萨拉托加号在十字路行動的核试验中，因為原子弹的水下爆炸威力造成舰体大量进水而沉没。

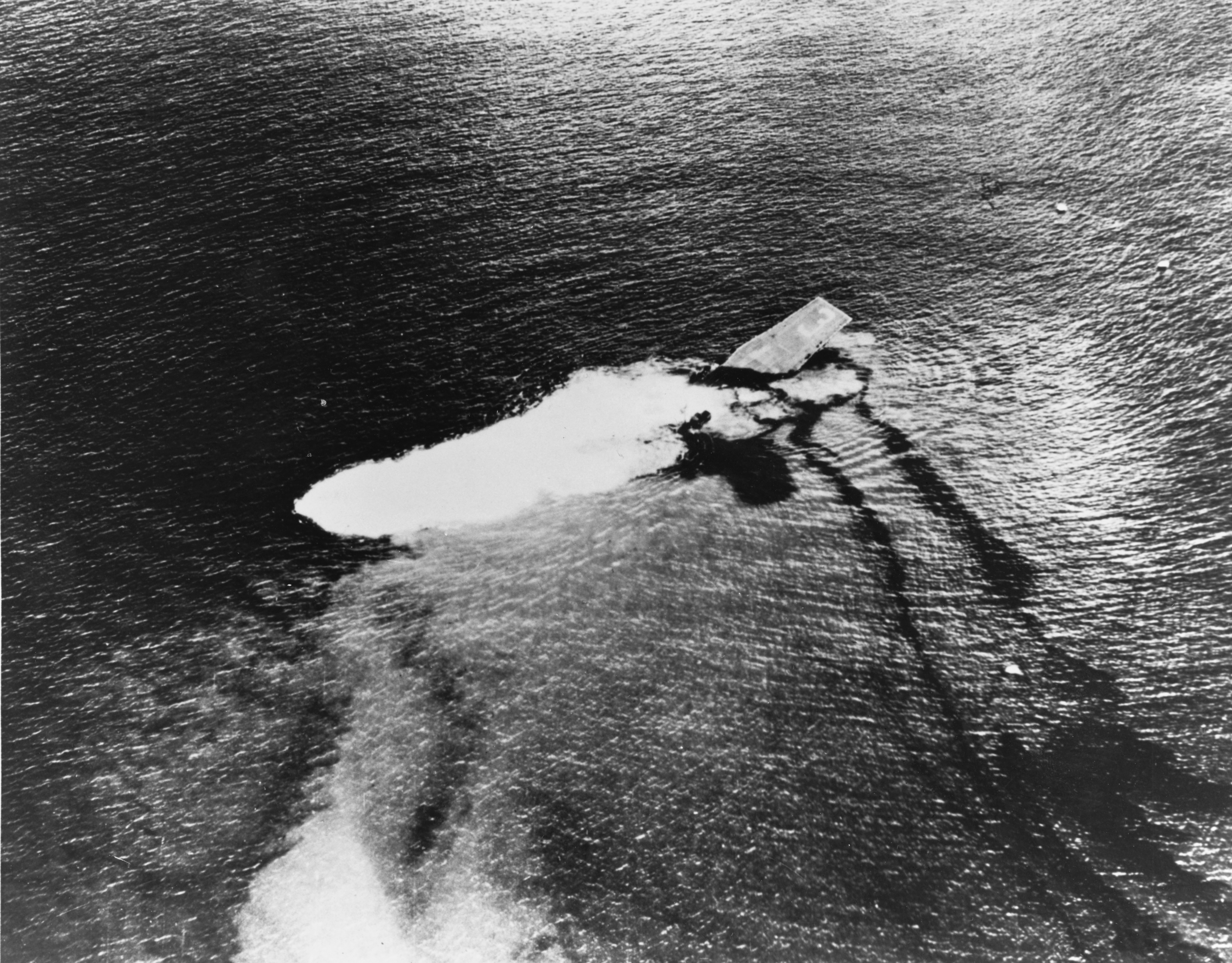
沉沒中的薩拉托加號

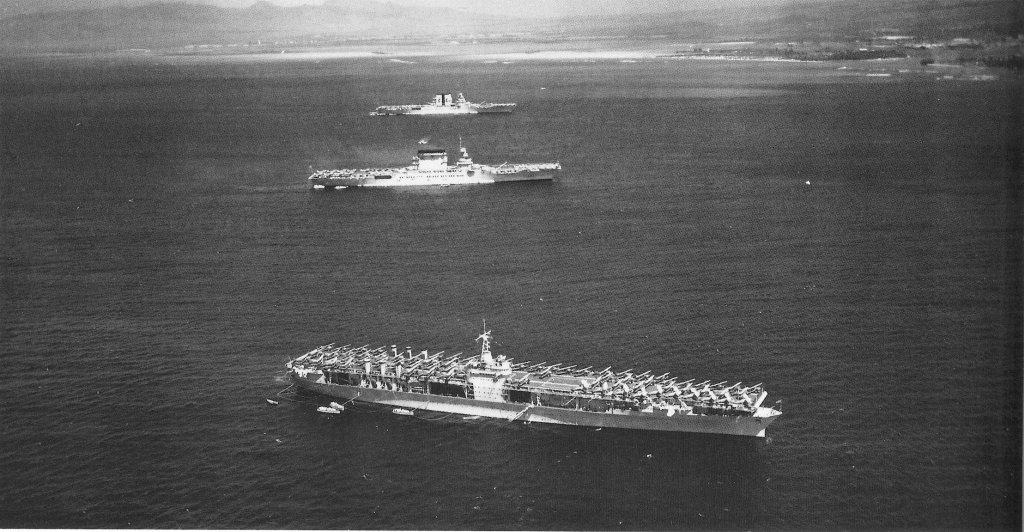
「艦隊問題」第19號演習中，泊碇在夏威夷檀香山的美國航空母艦，由前景往後分別為遊騎兵號、列星頓號與薩拉托加號。攝於1938年4月8日

## 發電
由于当时美国工业部门无法拿出可靠的大型齿轮传动系统，因此列克星敦级采用了在当时十分先进的蒸汽轮机-电动机传动系统，使得本级舰成为世界上第一种采用电动传动系统的航空母艦，比日后采用类似传动系统的英国伊丽莎白女王级航空母舰早了将近一个世纪。
1930年1月，列克星敦号奉命为因干旱导致水力发电中断的华盛顿州塔科马市的10万居民供电，其主机接通岸上的电缆，1个月总计供电425万千瓦时，成为令人难以置信的逸闻。

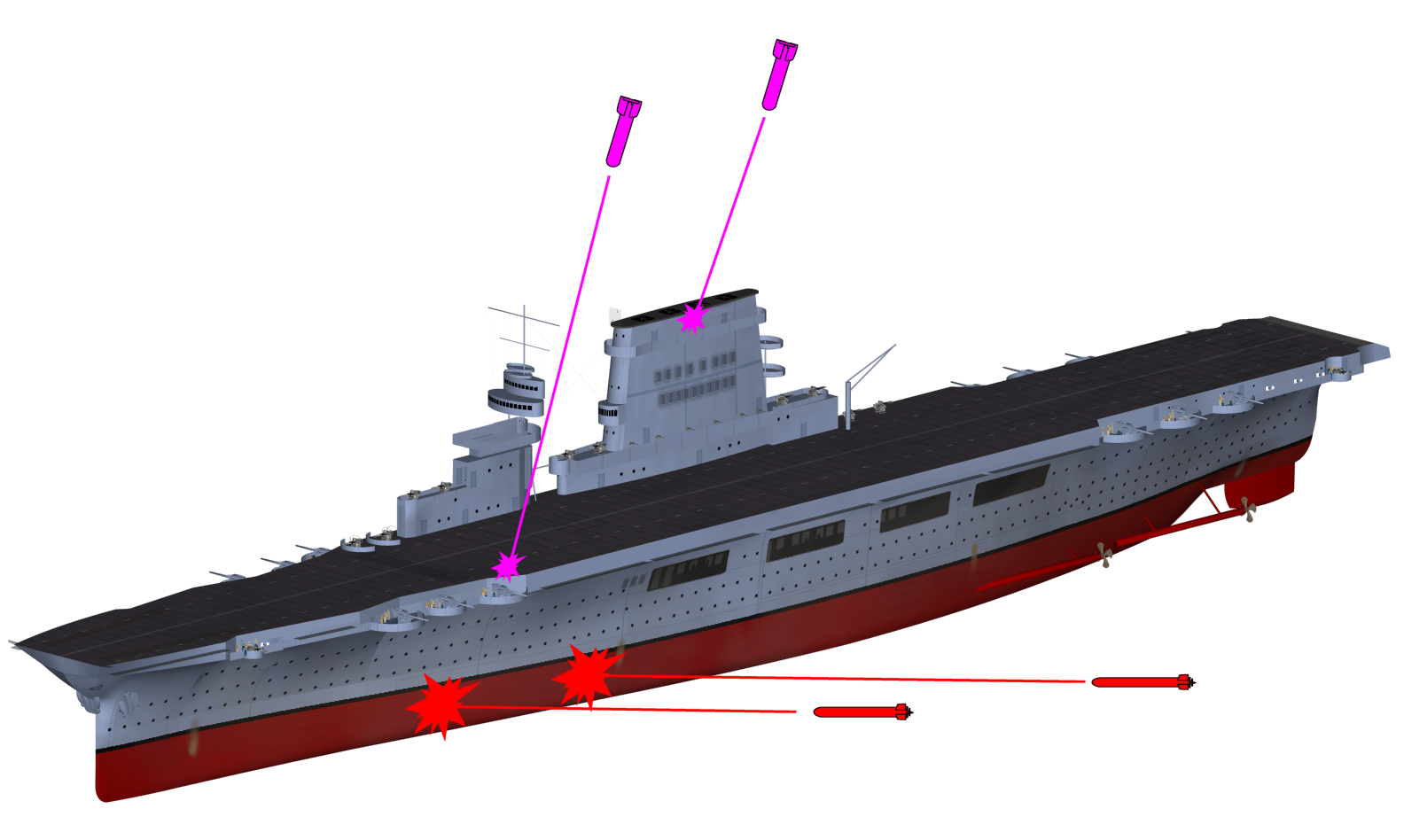
模擬圖顯示列星頓號受創位置。

1. ↑  . 美國海軍部歷史與遺產司令部.   [2024-09-30]. （原始内容存档于2025-02-02）.